# Meena Kumari
Meena Kumari (1 de agosto de 1933-31 de marzo de 1972), nacida como Mahjabeen Bano, fue una actriz, cantante y poetisa india. Era reconocida como la «reina de la tragedia» y a menudo era llamada la «Cenicienta de las películas indias».

## Carrera

### Inicios
El padre de Meena Kumari era un musulmán sunita llamado Ali Bux, el cual había migrado de Bhera, Punjab. Era un veterano en el teatro parsi, enseñaba música, escribía poesía y logró interpretar pequeños papeles en películas como Idd Ka Chand, además de componer la música para filmes como Shahi Lutere. Su madre se llamaba Prabhawati Devi y era una cristiana convertida al islam. Con apenas cuatro años, Meena inició su carrera en la actuación. En su infancia hizo parte de las películas Leatherface (1939), Adhuri Kahani (1939), Pooja (1940) y Ek Hi Bhool (1940). El director Vijay Bhatt se convirtió en su mentor, refiriéndose a la pequeña actriz como "Baby Meena".
Los críticos de cine indios consideran a Meena como una actriz "históricamente incomparable" en el mundo del cine hindi. Durante una carrera que abarcó 33 años desde su niñez hasta su muerte, protagonizó alrededor de 92 películas en una gran variedad de géneros, muchas de los cuales han alcanzado estatus de culto hoy en día, como Sahib Bibi Aur Ghulam, Pakeezah, Mere Apne, Aarti, Baiju Bawra, Parineeta, Dil Apna Aur Preet Parai, Char Dil Char Rahen, Daera y Azaad, entre muchas otras. Kumari también fue cantante de playback.
El mayor sello distintivo de Meena Kumari era su capacidad para representar la lucha de las mujeres indias que existía especialmente en las décadas de 1950 y 1960. La personalidad en pantalla de Kumari es descrita como un ejemplo perfecto de Bharatiya Nari tradicional por la fraternidad cinematográfica india. Ganó una reputación por desempeñar papeles tristes y trágicos, y sus actuaciones han sido alabadas y recordadas a lo largo de los años. Su interpretación de "Sahibjaan", una niña nautch con un corazón de oro en Pakeezah bajo la dirección de Kamal Amrohi se convirtió en un documento histórico. En sus actuaciones la belleza, la aristocracia y la tragedia se mezclaban en una sola. Su papel como Chhoti Bahu, en Sahib Bibi Aur Ghulam de Guru Dutt, se considera una de las mejores actuaciones en el cine indio. Su interpretación de Chhoti Bahu en Sahib Bibi Aur Ghulam fue un retrato muy cercano de la trágica vida de Kumari. Al igual que el personaje de Chhoti Bahu, en la vida real Meena se volvió adicta al alcohol. La vida y la próspera carrera de Kumari se vieron empañadas por el consumo excesivo de bebidas alcohólicas, las relaciones sentimentales problemáticas y el consiguiente deterioro de su salud, que finalmente llevó a su muerte por cirrosis hepática en 1972 a los 38 años.

## Premios y reconocimientos
Kumari ganó cuatro premios Filmfare en la categoría de Mejor Actriz, recibiendo el mismo premio en su versión inaugural de 1954 por su actuación en Baiju Bawra. Un año después volvió a ganar el premio por la película Parineeta. Hizo historia en la décima entrega de los premios en 1963 al recibir todas las nominaciones a la mejor actriz y ganar por su actuación en Sahib Bibi Aur Ghulam. En la versión número trece de los premios (1966), Kumari ganó su último premio de mejor actriz por Kaajal.

## Legado

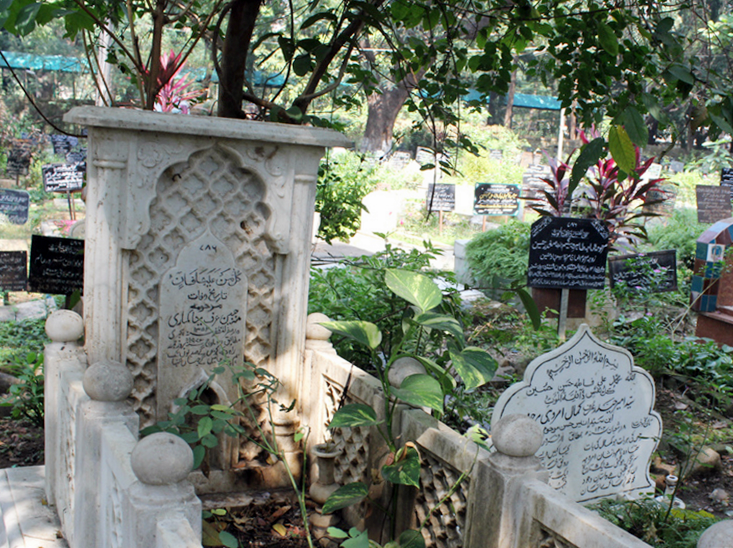
Tumba de Meena Kumari.

Vinod Mehta (escritor del libro biográfico Meena Kumari - La biografía clásica) afirmó en su libro que uno de los directores de Kumari le expresó: "Incluso a Dilip Kumar (el rey de la tragedia) le resultaba difícil mantener la calma frente a ella". Raaj Kumar a menudo olvidaba sus diálogos mientras trabajaba con Meena Kumari en el set. Madhubala también era una gran fanática de Meena, argumentando en una ocasión: "Ella tiene la voz más singular. Ninguna otra heroína la tiene". Satyajit Ray describió a Kumari como "indudablemente una actriz del más alto calibre". Amitabh Bachchan afirmó: "Ningún actor o actriz desarrollaba sus diálogos como Meena Kumari y probablemente nadie pueda volverlo a hacer". Naushad, el legendario director musical, afirmó que la industria cinematográfica india produce grandes actrices, pero que nunca habrá otra Meena Kumari. Meena simpatizaba mucho con la estadounidense Marilyn Monroe. El hecho de que el esposo de Marilyn, Arthur Miller, tuviera algunas semejanzas pasajeras con el marido de Meena, Kamal Amrohi, hizo que se identificara aún más con Monroe.